# 林坤毅
林坤毅（1987年4月30日—），台灣職業魔術師，出生於高雄，國立臺灣海洋大學生命科學系畢業。15歲開始接觸魔術。2011年，獲得台灣魔術研討會舞台組比賽冠軍，2013年在上海東方衛視與魔術師劉謙所共同製播的魔術節目“魔法偶像”節目過關斬將，獲得魔法偶像冠軍。時常出現於電視節目或是魔術相關的新聞報章雜誌中，並為推廣魔術常任教於國小、國中、高中與大學魔術社，擔任指導老師。

## 獲獎經歷
- 2011 台灣 魔術研討會 - 冠軍
- 2013 上海 魔法偶像 - 總冠軍